# 时间轴
時間軸，又稱時間線，把一段時間以一條或多數軸（線）表達的方式。

## 圖像式時間線

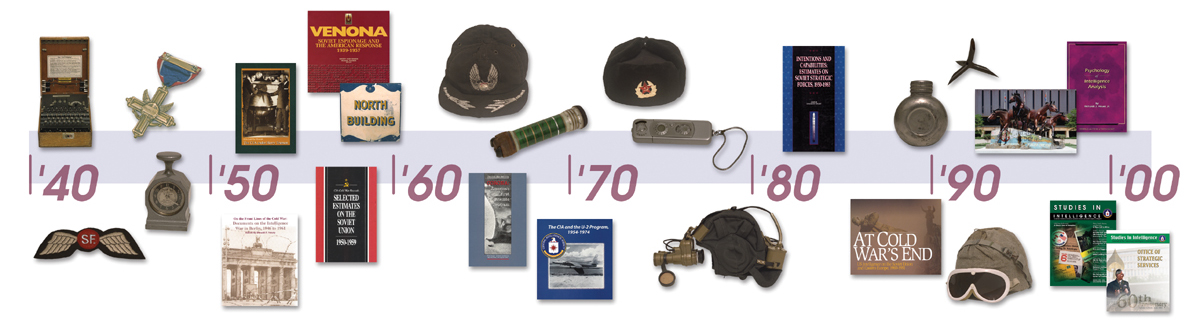
特工圖像時間線（美国中情局）

## 列表式時間線
又稱「流水帳」，依時序一行一行列出事件。

## 應用
歷史
在歷史教科書裡，把歷史事件的發生先後次序用時間軸表達。
電腦
在電腦軟件（例如：Dreamweaver）裡，用時間軸編寫圖片、文字、字幕的顯示先後次序。